# Știubieni
Știubieni là một xã thuộc hạt Botoșani, România. Dân số thời điểm năm 2002 là 2870 người.